# Abu Ma'shar al-Balkhi

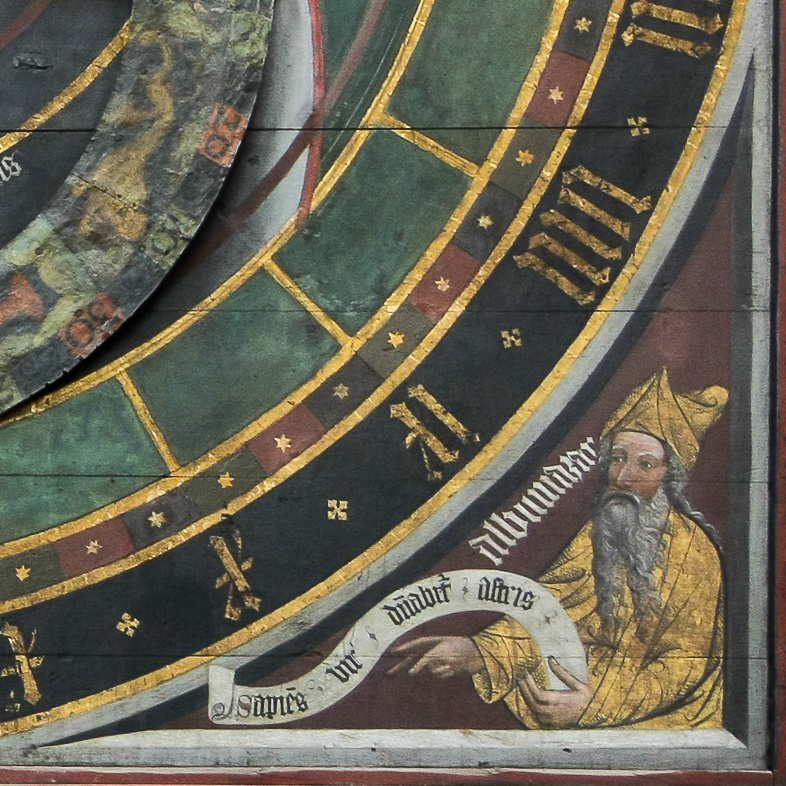
Abu Ma'shar al-Balkhi afgebeeld op het astronomisch uurwerk in de Sint-Nicolaaskerk (Stralsund)

Abu Ma'shar al-Balkhi, ook Albumazar of  Albumasar, (Balkh, Khorasan, nu in Afghanistan, 10 augustus 787 - al-Wasit, Irak, 9 maart 886) was een toonaangevend astroloog van de islamitische wereld. Hij is met name bekend door zijn theorie dat de wereld, die geschapen werd toen de zeven planeten in conjunctie in de eerste graad van Ram stonden, aan zijn einde komt wanneer een soortgelijke conjunctie in de laatste graad van Vissen plaatsvindt.
- Bibsys: 34416
- Biblioteca Nacional de España: XX826109
- Bibliothèque nationale de France: cb13010264k (data)
- Catàleg d'autoritats de noms i títols de Catalunya: 981058581157806706
- CiNii: DA07652484
- Gemeinsame Normdatei: 11914512X
- International Standard Name Identifier: 0000 0001 2122 4941
- Library of Congress Control Number: nr90029093
- Nationale Bibliotheek van Tsjechië: jn20010601552
- Nationale Bibliotheek van Israël: 987007257484105171
- Nationale Bibliotheek van Polen: a0000001184532
- Nationale en Universitaire bibliotheek Zagreb: 000083668
- Nederlandse Thesaurus van Auteursnamen: 067461301
- Réseau des bibliothèques de Suisse occidentale: 02-A000005355
- Istituto Centrale per il Catalogo Unico: SBLV301119
- LIBRIS: 176290
- SNAC: w6d389h2
- Système universitaire de documentation: 060596783
- TDVİA: ebu-maser-el-belhi
- Virtual International Authority File: 17355947
- WorldCat: E39PBJyRrM8XDGPy3Kf8bhmmVC